# ويليام لوي
ويليام لوي (17 نوفمبر 1873 - 26 مايو 1945) (بالإنجليزية: William Lowe)‏ هو لاعب كريكت بريطاني (وحمل سابقاً جنسية المملكة المتحدة لبريطانيا العظمى وأيرلندا).

## وصلات خارجية
- ويليام لوي على موقع إي آس بي آن كريك إنفو (الإنجليزية)